# Pýchavkovníkovití
Pýchavníkovití (Endomychidae) jsou čeleď brouků z nadčeledi Cucujoidea.

## Taxonomie
V Evropě žije asi 75 druhů brouků čeledi pýchavníkovití.
- Podčeleď Anamorphinae
  - Aclemmysa
  - Clemmus
  - Mychothenus
  - Symbiotes

- Podčeleď Endomychinae
  - Endomychus
    - Endomychus coccineus

- Podčeleď Holoparamecinae
  - Holoparamecus

- Podčeleď Leiestinae
  - Leiestes

- Podčeleď Lycoperdininae
  - Ancylopus
  - Dapsa
  - Hylaia
  - Lycoperdina
  - Mycetina
  - Polymus

- Podčeleď Merophysiinae
  - Cholovocera
  - Displotera
  - Merophysia
  - Reitteria

- Podčeleď Mycetaeinae
  - Agaricophilus
  - Mycetaea
    - Mycetaea subterranea

- Podčeleď Pleganophorinae
  - Pleganophorus